# Ваньки (Балезінський район)
Ва́ньки (рос. Ваньки) — присілок в Балезінському районі Удмуртії, Росія.

## Населення
Населення — 50 осіб (2010; 59 в 2002).
Національний склад станом на 2002 рік:
- росіяни — 100 %